# Rudolf Bosshard
Rudolf Bosshard (ur. w 1890, zm. 7 lutego 1980 w Zurychu) – szwajcarski wioślarz, brązowy medalista olimpijski.
Wystąpił na igrzyskach olimpijskich w Antwerpii w 1920, gdzie opadł w eliminacjach ósemek. Na rozgrywanych cztery lata później igrzyskach olimpijskich w Paryżu zdobył brązowy medal w dwójce podwójnej, partnerował mu Heini Thoma. Został tam także zgłoszony do startu w jedynkach i dwójkach bez sternika, jednak ostatecznie nie wystąpił. Brał też udział w igrzyskach olimpijskich w Amsterdamie w 1928, gdzie odpadł w eliminacjach dwójek podwójnych.
W dwójkach podwójnych zdobywał także złote medale na mistrzostwach Europy w Como (1923), mistrzostwach Europy w Zurychu (1924), mistrzostwach Europy w Lucernie (1926) i mistrzostwach Europy w Como (1927), a na mistrzostwach Europy w Pradze (1925) był drugi. Ponadto na mistrzostwach Europy w Mâcon (1920) triumfował w ósemce, a na mistrzostwach Europy w Barcelonie (1922) i mistrzostwach Europy w Como (1923) zwyciężał także w jedynce. 